# Hundträsket (Arvidsjaurs socken, Lappland, 729992-164085)
Hundträsket är en sjö i Arvidsjaurs kommun i Lappland och ingår i Byskeälvens huvudavrinningsområde. Sjön har en area på 0,0895 kvadratkilometer och ligger 372,3 meter över havet.

## Delavrinningsområde
Hundträsket ingår i det delavrinningsområde (730253-164054) som SMHI kallar för Utloppet av Seudnur. Medelhöjden är 418 meter över havet och ytan är 17,89 kvadratkilometer. Räknas de 11 avrinningsområdena uppströms in blir den ackumulerade arean 258,27 kvadratkilometer. Avrinningsområdets utflöde Byskeälven mynnar i havet. Avrinningsområdet består mestadels av skog (83 procent). Avrinningsområdet har 1,65 kvadratkilometer vattenytor vilket ger det en sjöprocent på 9,2 procent.